# Papiro Chester Beatty

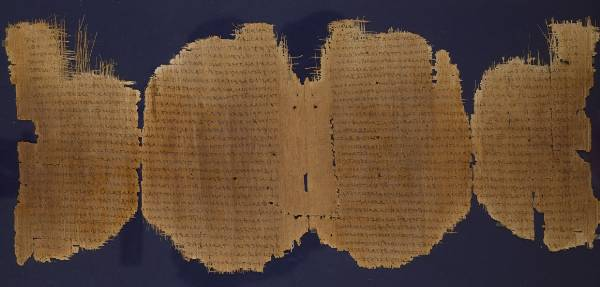
P. Chester Beatty I, (P^{45}) folhas 13-14, contendo partes do Evangelho de Lucas

O Papiro bíblico Chester Beatty ou simplesmente Papiro Chester Beatty refere-se a um grupo de papiros manuscritos de Textos bíblicos. Os manuscritos estão no grego e são de origem cristã. Há onze manuscritos no grupo, sete destes consistem em livros do Antigo Testamento, três são do Novo Testamento (No. de Gregory-Aland. P45, P46, e P47), e uma parte consistindo no livro de Enoque e de homilia cristã não identificada. A maioria é datada do século III. Estão arquivados em parte na Biblioteca de Chester Beatty e outra parte na Universidade de Michigan.
- Estão divididos em três principais categorias:
  - Papiro Chester Beatty 1 (P45)
  - Papiro Chester Beatty 2 (P46)
  - Papiro Chester Beatty 3 (P47)

Os papiros iniciais, provavelmente foram obtidos por antigos comerciantes ilegais. Por causa disso, as circunstâncias exatas do seu achado não estão claras. Uma teoria é que os manuscritos estavam em vasos perto das ruínas da antiga cidade de Atfih, no Egito. Outra teoria afirma que a coleção foi encontrada perto de Faium, outra cidade egípcia.
A maioria dos papiros foram comprados de um negociante por Alfred Chester Beatty, cujo nome foi dado aos manuscritos, embora algumas folhas e fragmentos foram adquiridos pela Universidade de Michigan e por alguns outros colecionadores e instituições. Os papiros foram inicialmente anunciados em 19 de Novembro de 1931, embora outros papiros fossem adquiridos na década seguinte.
Frederic G. Kenyon, publicou um trabalho de 8 volumes em 1933 a 1958, sobre os manuscritos: The Chester Beatty Biblical Papyri: Descriptions and Texts of Twelve Manuscripts on Papyrus of the Greek Bible. Os papiros são catalogados geralmente como P. Chester Beatty seguido por numeração romana correspondente entre I-XII, um para cada manuscrito. O termo “Papiro Chester Beatty” ou "Chester Beatty Papyri" pode também referir-se à coleção dos manuscritos que Alfred Chester Beatty adquiriu em sua vida.

## Caráter da coleção

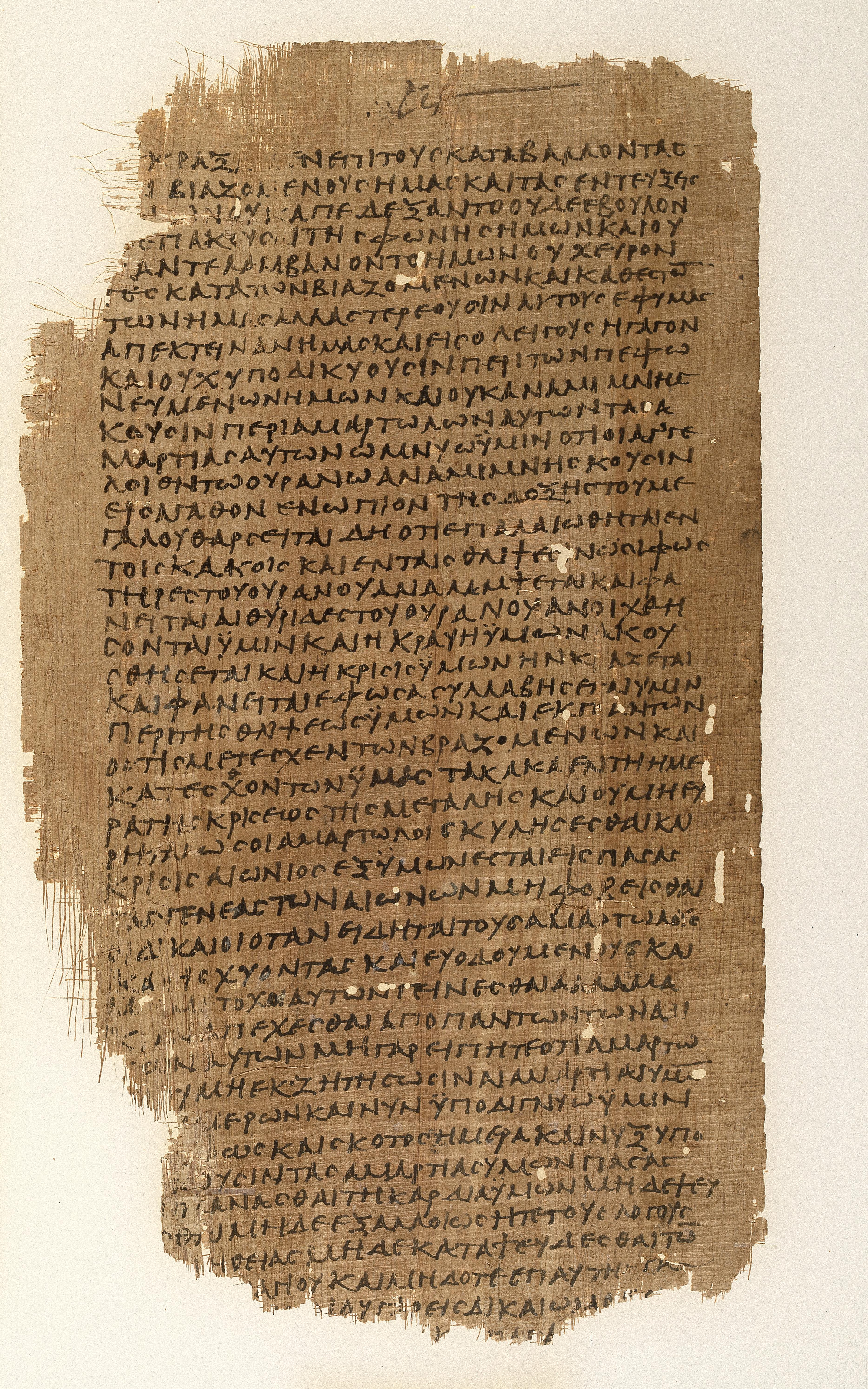
P. Chester Beatty XII, folha 3, atualmente na universidade de Michigan

Todos os manuscritos são textos em códice, que surpreenderam aos primeiros acadêmicos que os examinaram porque se acreditava que códices em papiros não eram extensivamente usados por cristãos até o século IV. A maioria dos manuscritos data do século III, com alguns do século II. Os manuscritos ajudaram também aos acadêmicos a compreenderem a construção dos códices em papiro. Há uma significativa variação entre a construção de cada manuscrito.
O tamanho da página varia de aproximadamente 14 por 24,2 cm (P. III) a 18 por 33 cm (P. VI). Alguns dos manuscritos foram construídos de um único grupo de papiros (papyrus sheets) (Pap. II, VII, IX + X), quando outros grupos variavam de uma única folha (I) a cinco (V) ou a sete (VII). Acredita-se que o maior códice (P. IX/X) continha aproximadamente 236 páginas. Os manuscritos empregam os chamados nomes sagrados (nomina sacra).
Um exemplo notável está no P. VI que contém parcelas do Antigo Testamento. O nome Joshua, cuja lingüística se relaciona a Jesus, foi considerado um nome sagrado e foi abreviado como tal. Todos com exceção de dois (P. XI XII) dos onze manuscritos, foram datados como anteriores ao século IV, e apresenta evidência significativa do texto grego da Bíblia, existente no Egito antes da perseguição de Diocleciano, onde os livros ditos cristãos tinham de ser destruídos, no período que antecede aos códices Codex Vaticanus e Codex Sinaiticus.
Embora alguns dos academicos que inicialmente estudaram a coleção, considerem alguns dos manuscritos do Novo Testamento, especialmente o P. Chester Beatty I (P45) como sendo do Caesarean text-type, o caráter textual é geralmente descrito como sendo eclético. Os manuscritos forneceram muitas novas variações textuais, especialmente porque os manuscritos do Antigo Testamento precedem a atividade de revisão de Luciano de Samósata e Orígenes e outros. Tais manuscritos do Novo Testamento são alguns dos exemplos mais notáveis, contudo completamente extensivos dos livros correspondentes.

## Manuscritos do Antigo Testamento

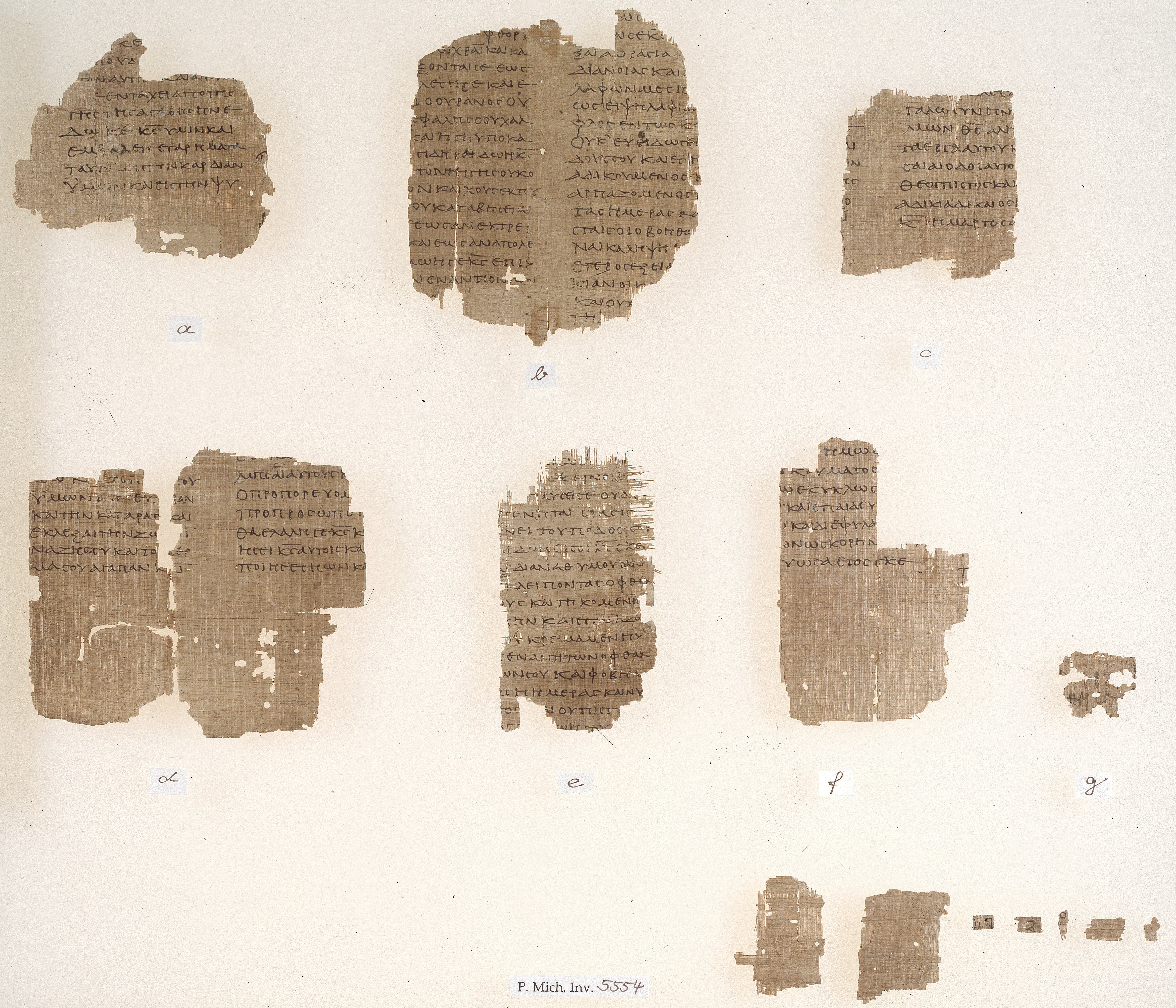
Fragmentos da P. Cheaster Beatty VI contendo partes de Deuteronômio.

Originalmente, acreditava-se que oito manuscritos da coleção de Chester Beatty continham parcelas do Antigo Testamento. Entretanto, o que acreditava-se ser dois manuscritos diferentes, pertenciam realmente ao mesmo códice, tendo por resultado um total de sete manuscritos do Antigo Testamento na coleção, todos seguindo o texto da Septuaginta.
- P. IV e V – Dois manuscritos que contém parcelas de Génesis, um datado do século III, e o outro do século IV. Estes manuscritos são significativos porque são os textos gregos mais antigos do Antigo Testamento, ainda mais antigos que o Codex Vaticanus e Codex Sinaiticus cujos manuscritos possuem uma grande Lacuna no livro de Gênesis.
- P. VI – Um manuscrito do Livro dos Números e Deuteronômio, consistindo em partes de 50 folhas além de 108 muito fragmentadas e pequenas, datado da primeira metade do século II. É o manuscrito o mais recente da colecção, mas precedidos por outros dois manuscritos gregos destes livros, os papiros P. Fouad 266 e o Papiro P52 458.
- P. VII – Um manuscrito deteriorado do Livro de Isaías, com notas marginais, datadas do século III.
- P. VIII – Duas folhas fragmentadas do Livro de Jeremias, Cerca de 200 d.C.
- P. IX/X – Um manuscrito dos livros de Ezequiel, Daniel, e Ester. Permanecem apenas 50 folhas das 118, 29 destas estão na Biblioteca de Chester Beatty (8 de Ezequiel, 8 de Ester, e 13 de Daniel), e outros 21 de Ezequiel estão na Biblioteca Memorial da Universidade de Harvey S. Firestone.
- P. XI – Duas folhas fragmentadas de Eclesiastes, datado do século IV.

## Manuscritos do Novo Testamento

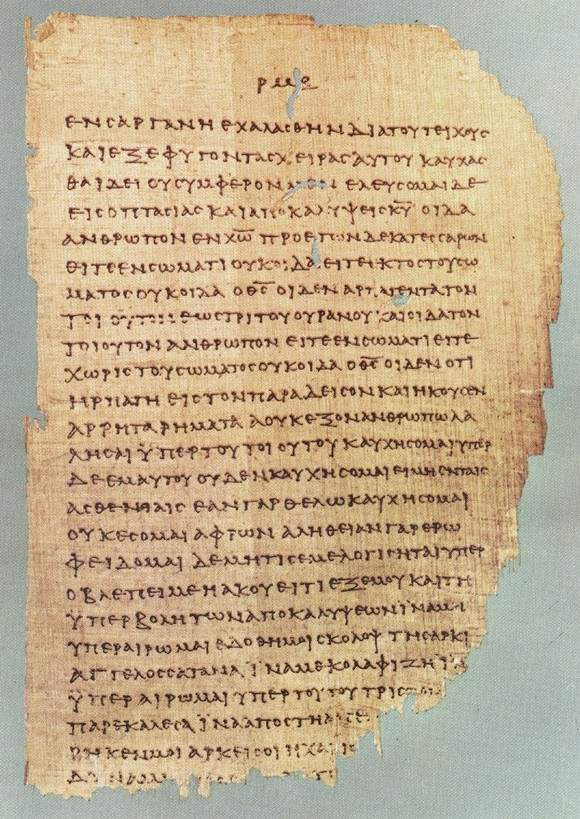
P^{46} contendo II Coríntios 11:33-12:9

Há três manuscritos do Novo Testamento que são parte dos Papiros de Chester Beatty. O primeiro, P. I é etiquetado sob o sistema de numeração Gregory-Aland como o P45 e era originalmente um codex de 110 folhas que continha os quatro evangelhos e atos canônicos. 30 folhas fragmentadas permanecem, consistindo em duas folhas pequenas do Evangelho de Mateus dos capítulos 20/21 e 25/26, e partes do Evangelho de Lucas dos capítulos 4-9, 11-12, do 6-7, do 9-14, partes do Evangelho de João do 4-5, do 10-11, e dos Atos dos Apóstolos do 4-17. A ordem dos evangelhos segue a tradição ocidental, Mateus, João, Lucas, Marcos e Atos. Estes fragmentos Paleograficos são datados da primeira metade do século III.
P46 é o segundo manuscrito do Novo Testamento na coleção de Chester Beatty (P. II), e era um codex que continha as Epístolas paulinas que data por volta do ano 200 d.C. O que permanece hoje do manuscrito, é aproximadamente 85 das 104 folhas, que consistem nos capítulos de Romanos 5-6, 8-15, sendo todos os Hebreus , Efésios, Gálatas, Filipenses, Colossenses, I Coríntios, II Coríntios, e I Tessalonicenses 1-2, e 5. As folhas deterioraram-se parcialmente, tendo por resultado a perda de algumas linhas no fundo de cada.
O manuscrito acima está divido entre a Biblioteca de Chester Beatty e universidade de Michigan. Os acadêmicos não acreditam que Epístolas pastorais foram incluídas originalmente no codex, baseado na quantidade de espaço requerida nas folhas faltantes; concluem que II Tessalonicenses ocuparia a parcela final do codex.
P. III é o último manuscrito do Novo Testamento, P47, e contém 10 folhas do Apocalipse de São João, capítulos 9-17. Este manuscrito data também do século III.

## Referencias
(em inglês)
- Bruce, F.F. "The Chester Beatty Papyrii," The Harvester 11 (1934): 163-164.
- "Chester Beatty Papyri". 'The Anchor Bible Dictionary. vol. 1. Doubleday: 1992. pp. 901-903
- Kenyon, Frederic G.. "Chapter 9--The Age of Discoveries (continued): The Chester Beatty Papyri." The Story of the Bible. London: J. Murray, 1936.